# Фослии
Фослиите или Фолиите (gens Foslia; Foslii; Folii) са патрицианска фамилия от Древен Рим през 5 и 4 век пр.н.е.
Те имат когномен Flaccinator.
Известни от фамилията са:
- Марк Фослий Флакцинатор, консулски военен трибун 433 пр.н.е.
- Марк Фослий, понтифекс максимус 390 пр.н.е.
- Марк Фослий Флакцинатор, консул 318 пр.н.е.